# Caversham Heights
Caversham Heights – dzielnica miasta Reading, w Anglii, w hrabstwie ceremonialnym Berkshire, w dystrykcie (unitary authority) Reading. Leży 3 km na północny zachód od centrum miasta Reading i 60 km na zachód od centrum Londynu.